# Apicia alphuisaria
Apicia alphuisaria är en fjärilsart som beskrevs av Walker 1860. Apicia alphuisaria ingår i släktet Apicia och familjen mätare. Inga underarter finns listade i Catalogue of Life.